# 1870
Évszázadok: 18. század – 19. század – 20. század
Évtizedek: 1820-as évek – 1830-as évek – 1840-es évek – 1850-es évek – 1860-as évek – 1870-es évek – 1880-as évek – 1890-es évek – 1900-as évek – 1910-es évek – 1920-as évek
Évek: 1865 – 1866 – 1867 – 1868 –  1869 – 1870 – 1871 – 1872 – 1873 – 1874 – 1875

## Események

### Határozott dátumú események
- március 2. – Budán üzembe helyezik a Budavári siklót.[1]
- március 3. – Az amerikai kormány megkezdi az indián törzsek rezervátumokba telepítését.
- június 25. – A trónfosztott II. Izabella spanyol királynő aláírja a koronáról való lemondását fia, Alfonz javára. (Fia csak négy évvel később lép trónra XII. Alfonz néven.)[2]
- július 13. – Az emsi távirat.[3]
- július 18. – IX. Pius pápa kihirdeti a pápai tévedhetetlenség dogmáját.[4]
- július 19. – Francia hadüzenettel megkezdődik a porosz–francia háború.[3]
- szeptember 1. – A francia hadsereg megsemmisítő vereséget szenved a sedani csatában.[5]
- szeptember 4. – Párizsban kikiáltják a köztársaságot.[6]
- szeptember 19. – A porosz hadsereg körülzárja Párizst.[7]
- október 10. – Aachenben megkezdi az oktatást a Rajna-Vesztfáliai Műszaki Egyetem.[8]
- november 16.–  A spanyol cortes királlyá választja Savoyai Amadét.[9]
- december 27. – Madrid egyik utcáján rálőnek Juan Prim spanyol miniszterelnökre, aki három nappal később belehal sérülésébe.[10]

### Határozatlan dátumú események
- az év folyamán –
  - Trója régészeti feltárása.
  - Portugáliában először észlelik a filoxérát.[11]

## Az év témái

### 1870 a jogalkotásban
- április 10. – Az 1870. évi X. törvénycikk rendelkezik a Fővárosi Közmunkák Tanácsa felállításáról.[12]

### 1870 a vasúti közlekedésben
- január 9. – Megnyílik a Hatvan és Miskolc közötti vasútvonal.
- június 16. – Megnyílik a Csaba (ma Békéscsaba) és Hódmezővásárhely közötti vasútvonal.
- november 16. – Megnyílik a Hódmezővásárhely–Szeged-Rókus vasútvonal és az algyői Tisza-híd.

## Születések
- január 2. – Ernst Barlach német szobrász, grafikus és költő († 1938)
- január 8. – Miguel Primo de Rivera spanyol katonatiszt, diktátor († 1930)
- január 16. – Farkas Géza magyar hercegprímási uradalmi intéző, közgazdasági író, országgyűlési felsőházi tag († 1944)
- február 3. – Hegedűs Gyula magyar színész († 1931)
- február 22. – Albert Reiß német tenor ((† 1940)
- március 3. – Maróczy Géza nemzetközi sakknagymester († 1951)
- március 7. – Thury Zoltán író, újságíró († 1906)
- április 21. – Edwin S. Porter amerikai filmrendező, producer († 1941)
- április 22. – Vlagyimir Iljics Lenin szovjet politikus († 1924)
- július 23. – Cholnoky Jenő író, földrajztudós, tanár († 1950)
- szeptember 13. – Vedres Márk magyar szobrászművész († 1961)
- szeptember 16. – Agorasztó Tivadar magyar politikus, jogász, országgyűlési képviselő, felsőházi tag († 1945)
- október 8. – Louis Vierne francia orgonaművész, zeneszerző († 1937)
- október 22. – Ivan Alekszejevics Bunyin Nobel-díjas orosz író, költő, műfordító († 1953)
- november 1. – Olgyai Viktor magyar grafikus, festő († 1929)
- november 19. – Endre Béla festő († 1928)
- november 23. – Ráth-Végh István művelődéstörténeti szakíró, jogász († 1959)
- november 25. – báró Perényi Zsigmond belügyminiszter († 1946)
- november 26. – Pacha Ágoston temesvári püspök († 1954)
- november 27. – Juho Kusti Paasikivi finn politikus, köztársasági elnök († 1956)
- december 25. – Helbing Ferenc magyar grafikus és festő († 1958)

## Halálozások
- március 3. – Friedrich Boie német ornitológus, herpetológus (* 1789)
- április 11. – Justo José de Urquiza(wd) argentin katonatiszt, politikus, elnök (* 1801)
- április 13. – Szále János Ignác festőművész (* 1810)
- június 9. – Charles Dickens angol író (* 1812)
- július 18. – Jean Théodore Lacordaire(wd) francia-belga entomológus († 1801)
- július 21. – Josef Strauss osztrák zeneszerző (* 1827)
- július 29. – Dobay Ágoston honvéd alezredes (* 1813)
- augusztus 10. – Jules Pierre Rambur(wd) francia entomológus († 1801)
- augusztus 28. – Søren Hjorth(wd) dán vasútmérnök, feltaláló († 1801)
- szeptember 9. – Boczkó Dániel kormánybiztos (* 1789)
- október 12. – Robert E. Lee az Amerikai Egyesült Államok tábornoka (* 1807)
- október 31. – Mosonyi Mihály zeneszerző, pedagógus (* 1815)
- november 5. – Petőfi Zoltán magyar színész, Petőfi Sándor és Szendrey Júlia fia. (* 1848)
- november 17. – Rottenbiller Lipót Pest város polgármestere (* 1806)
- november 23. – Balogh Péter református püspök (* 1792)
- november 23. – Csete László magyar teológiai doktor, plébános (* 1825)
- november 28. – Frédéric Bazille francia impresszionista festőművész (* 1841)